# 엘머 캐롤
엘머 캐롤(Alma Carroll, 1924년 1월 11일 ~ )은 미국의 배우, 영화배우이다.

## 영화
- 러브리 투 룩 앳 (1952년)
- 틸 더 클라우즈 롤 바이 (1946년)
- 이츠 어 프레저 (1945년)
- 아틀란틱 시티 (1944년)
- 벨 오브 더 유콘 (1944년)
- 업 인 암스 (1944년)
- 데이 올 키시드 더 브라이드 (1942년)